# Husajn Abd Allah
Husajn Ali Ahmad Ahmad Abd Allah (ur. 11 lutego 1982) – bahrajński piłkarz grający na pozycji napastnika.

## Kariera klubowa
Karierę piłkarską Husajn Abd Allah rozpoczął w klubie Al-Muharraq Sports Club. W 2000 roku zadebiutował w jego barwach w bahrajńskiej Premier League. W 2001 roku osiągnął z Al-Muharraq swój pierwszy sukces w karierze, gdy wywalczył mistrzostwo kraju. W 2002 i 2004 roku także został mistrzem kraju. Z Al-Muharraq zdobył też Puchar Korony Księcia Bahrajnu (2001) i Puchar Króla Bahrajnu (2002).
Na początku 2005 roku Husajn Abd Allah zaczął grać w Katarze, w klubie Ar-Rajjan. Latem tamtego roku odszedł do Al-Gharafy, w której grał w sezonie 2005/2006. Z kolei w latach 2006-2008 był zawodnikiem Umm-Salal SC, z którym w 2008 roku zdobył Puchar Emira Kataru. Latem 2008 roku wrócił do Al-Muharraq. W 2009 roku wywalczył z nim mistrzostwo Bahrajnu, Puchar Króla i Puchar Korony Księcia.

## Kariera reprezentacyjna
W reprezentacji Bahrajnu Husajn Abd Allah zadebiutował w 2001 roku. W 2007 roku został powołany przez selekcjonera Milana Máčalę do kadry na Puchar Azji 2007. Tam był rezerwowym i nie rozegrał żadnego spotkania.